# Cameron Meyer
Cameron Meyer (født 11. januar 1988 i Viveash) er en australsk tidligere cykelrytter, der senest kørte for Team BikeExchange-Jayco. Han stoppede karrieren i september 2022.
Meyer blev juniorverdensmester i banecykling i 2006 i individuel forfølgelse, holdforfølgelse og madison. I 2008 fik han bronze i U23-klassen i enkeltstart under VM, og opnåede en fjerdeplads i pointløbet under OL i Beijing. I 2009 blev han verdensmester i banecykling, i pointløbet. Året efter vandt han også pointløbet og blev verdensmester i holdforfølgelse og madison. I sæsonen 2009 blev han professionel for Garmin-Slipstream.

## Meritter – landevejscykling
2007
Etapesejr Tour of Gippsland
To etapesejre og samlet Tour of Tasmania
2008
Samlet Tour of Japan
2010
Australsk mester i enkeltstart
2011
Australsk mester i enkeltstart
Samlet og etapesejr Tour Down Under